# Pío Leyva
Wilfredo Leyva Pascual (Morón, 5 de mayo de 1917-22 de marzo de 2006), más conocido como Pío Leyva y también como El Montunero de Cuba, fue un cantante y compositor cubano de música tradicional y autor de la guaracha El mentiroso. Formó parte del Buena Vista Social Club y fue uno de los exponentes del llamado Son montuno.

## Inicios
Pío Leyva nació en Morón, una localidad de la antigua provincia de Camagüey, en el seno de una familia humilde.
Tras participar en algunos conjuntos ejecutando el bongó y las maracas, debuta como cantante en 1932 y en 1950 se integra al "Sexteto Caribe" dirigido por Juanito Bles. 
Más tarde trabaja en sonoras como la "Orquesta Hermanos Martínez" y las orquestas de Mariano Mercerón, Mario Ruiz Armengol y Esteban Antúnez; con el conjunto "Sexteto Habanero" viaja a África y México.
A principios de la década de 1960, conoce al destacado sonero cubano Benny Moré, quien interpreta algunas de sus composiciones como: "Francisco Guayabal" y "Mulata con cola", que inmediatamente adquieren popularidad. 
Sin embargo, la obra que indiscutiblemente lo elevó a la fama fue "El Mentiroso", conocida también como "Pío Mentiroso" y que más tarde engendró variantes como "Yo no soy mentiroso" o "Cariñoso sí, mentiroso no".
Trabajó con Billo Frómeta y estuvo anunciado como guarachero de la famosa Billo's Caracas Boys en Venezuela pero no se concretó su contratación.
Entrando a la década de 1970, colabora con artistas caribeños de renombre como el pianista Bebo Valdés, con quien graba: "El canto a La Habana" y "El yerbero moderno".
A mediados de los ochenta y principios de los noventa forma parte del conjunto "Compay Segundo y sus muchachos", con quienes llegó a presentarse en escenarios tan destacados como el Olympia de París.
En el año 1995, el productor y músico Juan de Marcos González lo integra al recién formado grupo Afro Cuban All Stars, compartiendo con otros destacados músicos cubanos como Rubén González, Puntillita e Ibrahim Ferrer.
Dos años después, el mismo productor y el guitarrista estadounidense Ry Cooder lo invitan a participar en el exitoso proyecto Buena Vista Social Club, que lo coloca en el panorama musical internacional y que además de los ya nombrados, le da la oportunidad de trabajar con artistas de la talla de Omara Portuondo, Eliades Ochoa, Barbarito Torres, Manuel "Guajiro" Mirabal y Papi Oviedo, entre muchos otros.
Con el mencionado y ya famoso grupo se presenta en escenarios de gran prestigio y renombre internacional como el Teatro Lé Carré en Ámsterdam, el Carnegie Hall de Nueva York, el Royal Albert Hall de Londres, el Luna Park de Buenos Aires y el Court Central del Estadio Nacional de Santiago de Chile. En forma independiente se presentó con éxito en Japón.
Ha participado en las películas Música cubana 2004 y Buena Vista Social Club 1999.

## Discografía
Esta es una selección de su discografía, ya que no existe un registro oficial.
- "Abre que voy", lanzado en 1958. EP
- "Bailando el merengue", lanzado en 1959. EP
- "Oyendo a Billo" con Billo Frómeta y su grupo, 1959.
- “Abre que voy… cuidado con los callos – Pío Leiva” 1960
- " Guayabal” , lanzado en 1900 y 2005.
- "Oye como suena", lanzado en 1960.
- “Pío Leiva con el Conjunto Caney” 1980
- “Bajo un palmar – Pío Leyva y sus montuneros”
- “Sabor y ritmo tropical – Pío Leiva”
- “Pío Leiva con el grupo Los Kimbos” 1987
- "Así quiero vivir", relanzado en 1999
- "El montunero de Cuba", lanzado en 2000.
- "Soneros cubanos", lanzado en 2000.
- "Sonero Master", relanzado en 2002.
- "Soneros de verdad presenta: Pío Leyva", lanzado en 2002.
- "A gozar con Pío Leyva", relanzado en 2003.
- "Yo bailo con ella", relanzado en 2003.
- "Esta es mi rumba", lanzado en 2003.
- "Mulatas mágicas", lanzado en 2003 (Con Rubén González Jr.)
- "Sabor a montuno", relanzado en 2004.
- "La salud de Pío Leyva", lanzado en 2005.
- "Adiós Mariquita", lanzado en 2005.
- "Soneros de verdad: Pío Leyva, Rubalcaba, Luis Frank", 2006.

## Colectivos y colaboraciones
- Afro Cuban All Stars: "A toda Cuba le gusta", 1997.
- Buena Vista Social Club, 1997.
- Buena Vista Social Club presents: Omara Portuondo (a dúo en "Ella y yo"), 1998.
- Afro Cuban All Stars: "Distinto, diferente", 1999.
- "Rudy Calzado presenta la música típica de Cuba" (Con Anaís Abreu, Rudy Calzado y Tata Guines), 2000.
- Soneros de verdad: "A Buena Vista, barrio de La Habana", 2000.
- Buena Vista Social Club At Carnegie Hall, 2001.
- Compay Segundo: "Duets" (a dúo en "La juma de ayer"), 2002.
- Omara Portuondo: "Duets" (a dúo en 3 canciones), 1985-2005.
- Cuba le canta a Serrat (en la canción "Me gusta todo de ti"), 2006.